# Leopold Hasner von Artha
Leopold Hasner von Artha (Praga, 15 marzo 1818 – Bad Ischl, 5 giugno 1891) è stato un politico, giurista e nobile austriaco.

## Biografia
Leopold Hasner Ritter von Artha era figlio dell'avvocato e funzionario praghese Leopold Hasner (1788–1864), che nel 1836 era stato nobilitato e nel 1854 (a seguito all'assegnazione della croce di cavaliere dell'Ordine Imperiale di Leopoldo) aveva ricevuto la nobiltà austriaca ereditaria con cavalierato. L'altro suo fratello fu il celebre oculista Joseph Hasner von Artha. Leopold studiò legge a Praga, conseguendo poi il dottorato a Vienna e venendo impiegato presso la procura della Camera di Corte sino al 1848. Nel 1848 divenne redattore della Prager Zeitung e dal 1849 venne impiegato come professore associato di filosofia del diritto all'Università di Praga, divenendo dal 1851 professore ordinario di scienze politiche presso il medesimo ateneo.
Insieme all'amico Gustav Biedermann, fu uno dei più importanti rappresentanti della scuola hegeliana in Austria, nello spirito della quale scrisse un testo con le linee fondamentali della filosofia del diritto e della sua storia e, oltre a numerosi testi giuridici e articoli d'arte per riviste di critica, redasse anche un testo di economia politica, che pubblicò solo in parte nel 1888.
Dal 1861 Hasner fu attivo nella vita parlamentare come membro del parlamento statale boemo e della Camera dei Rappresentanti del Reichsrat imperiale. Dal giugno 1863 fu per un breve periodo presidente del consiglio dei docenti che però ebbe vita breve. Nel 1865 riprese l'insegnamento come professore di scienze politiche all'Università di Vienna e contemporaneamente fu nominato consigliere di corte.
Particolarmente dotto nel campo dell'istruzione pubblica, dal 30 dicembre 1867 (e sino al 1º febbraio 1870) assunse la direzione del Ministero della Cultura e dell'Istruzione nel gabinetto di governo presieduto dal principe Karl von Auersperg (il cosiddetto "Ministero dei cittadini"). In questa posizione diresse i suoi principali sforzi verso la creazione di una legge sulle scuole elementari che venne attuata nonostante le resistenze dell'episcopato austriaco; essa mirava infatti a statalizzare completamente l'istruzione elementare in tutto l'impero. Alcuni dei fondamenti essenziali del moderno sistema educativo da lui creato furono l'indipendenza dell'insegnamento dalle chiese e dalle comunità religiose nel 1868/69, l'introduzione della Realschule come scuola media a tutti gli effetti senza l'insegnamento obbligatorio del latino, la creazione delle scuole elementari imperiali con lezioni di gruppo interconfessionali e l'apertura della facoltà di medicina presso l'Università di Innsbruck.
Nel conflitto scoppiato tra i membri del ministero Taaffe, Hasner si schierò con la maggioranza centralista, e dopo l'uscita della minoranza fu primo ministro dal 1º febbraio al 12 aprile del 1870.